# Blaenavon
Blaenavon (en gallois : Blaenafon) est une ville du county borough de Torfaen, au sud-est du pays de Galles, à la source de l'Afon Llwyd, au nord de Pontypool. Ses habitants sont au nombre de 6 349. Elle est sur la liste du patrimoine mondial de l'UNESCO depuis 2000 pour son paysage industriel.
Blaenavon voit le jour en 1789 lors de la fondation de l'usine sidérurgique Blaenavon Ironworks (dont une partie est aujourd'hui un musée). S'ensuivent des usines d'acier et des mines de charbon, qui font monter la population de la ville jusqu'à 20 000 âmes. Depuis la fermeture de l'usine sidérurgique en 1900 et de la mine de charbon en 1980, la population a diminué et consiste aujourd'hui pour la plupart de personnes âgées.
Depuis quelques années on essaie d'en faire une seconde book town du pays de Galles (la première étant Hay-on-Wye), mais le projet semble avoir échoué, en partie à cause de son isolement et sa difficulté d'accès.
On y trouve le musée Big Pit, situé à l'ancienne mine de charbon.

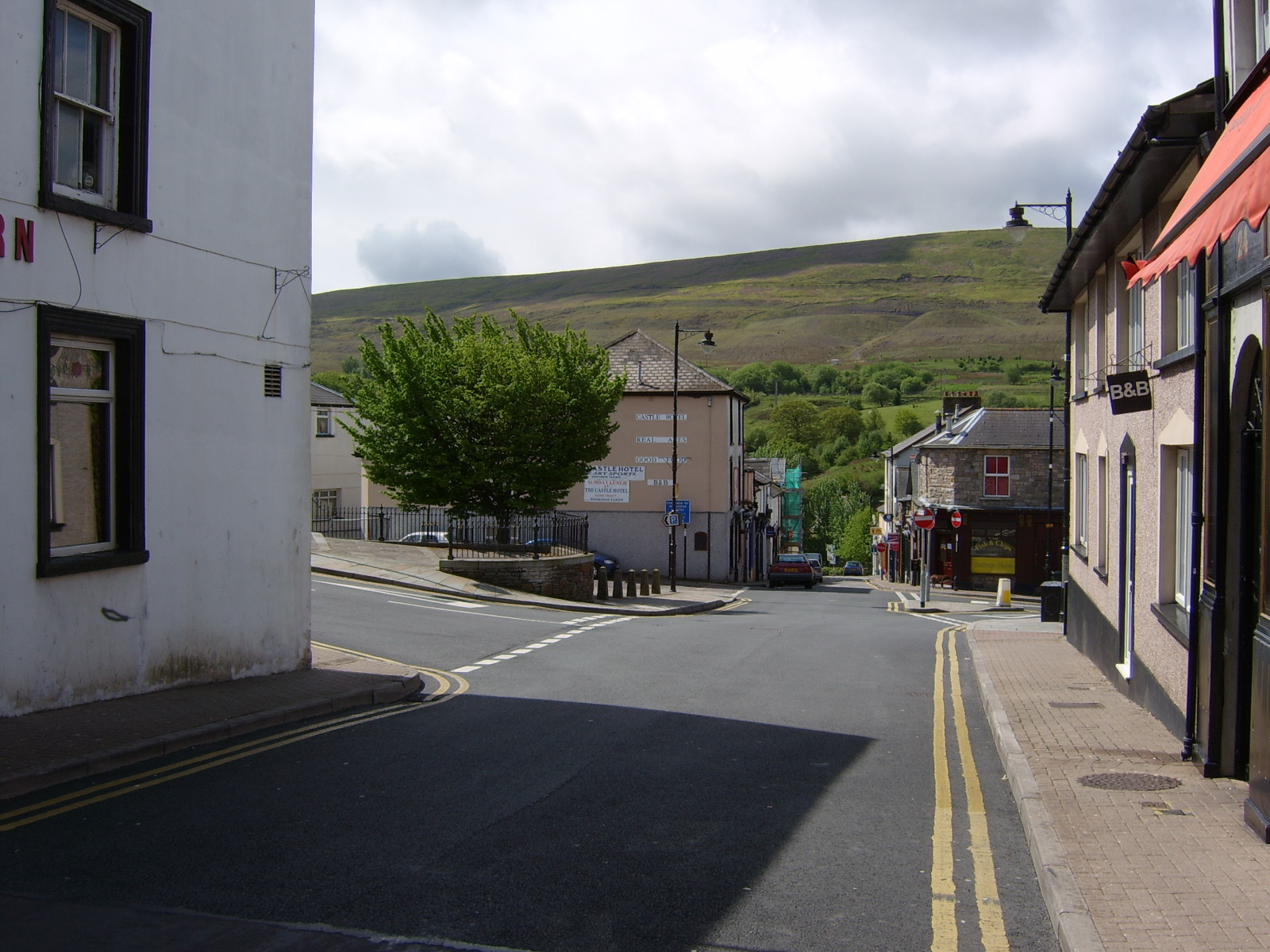
Rue de Blaenavon, la campagne au fond.
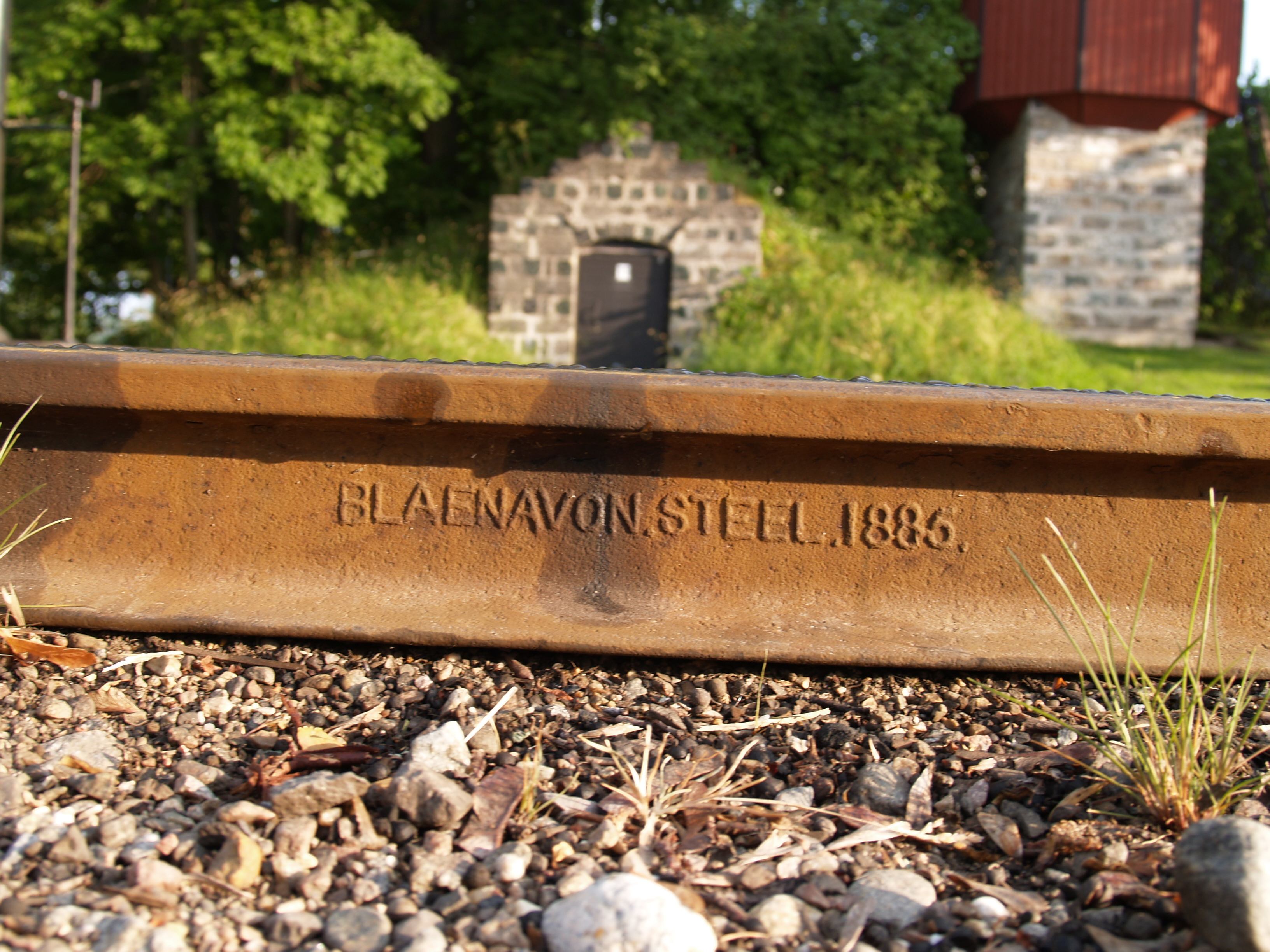
Rail d'acier produit à Blaenavon.

## Jumelages
Coutras (France) depuis 1986